# Évrecy
Évrecy – miejscowość i gmina we Francji, w regionie Normandia, w departamencie Calvados.
Według danych na rok 1990 gminę zamieszkiwały 1093 osoby, a gęstość zaludnienia wynosiła 132 osoby/km² (wśród 1815 gmin Dolnej Normandii Évrecy plasuje się na 208. miejscu pod względem liczby ludności, natomiast pod względem powierzchni na miejscu 629.).